# Univel
Univel war der Name eines Joint-Ventures zwischen Novell und den Unix System Laboratories (USL) der Firma AT&T.
Univel wurde 1991 gegründet und mit finanziellen Mitteln in Höhe von 30 Millionen US-Dollar ausgestattet. Zu Beginn hielt Novell einen Anteil von 55 % an Univel. Ziel von Univel war die Entwicklung eines Unix auf Basis von Unix SVR4, das den Namen UnixWare erhielt. Die erste Version von UnixWare wurde im November 1992 vorgestellt, welche etwa ein Jahr später im Juni 1993 von Novell übernommen wurde. Novell bildete aus Univel und den USL schließlich die Novell Unix Systems Group.